# Месса (Йонген)
Месса, опус 130 ― произведение Жозефа Йонгена для хора, духового оркестра и органа. Композитор сочинил работу в 1945 году в память о своём брате Альфонсе. Полное название композиции — «Месса в честь Святых Даров» (фр. Messe en l'honeur du Saint-Sacrement). Произведение было впервые исполнено в 1946 году в Льежском соборе. Работа была опубликована издательством Oxford University Press в 1990 году.

## История
Жозеф Йонген известен прежде всего светской музыкой. Однако после того, как композитор ушёл с поста директора Брюссельской консерватории (в 1939 году), заметно возрос его интерес к церковной хоровой музыке. Этот интерес пробудил в Йонгене Жорж Алексис, который учился вместе с ним в Льежской консерватории. Алексис, возможно, инициировал написание мессы в честь праздника Тела и Крови Христовых в Льеже.
Во время Второй мировой войны Жозефу было трудно сочинять музыку по тяжёлым жизненным обстоятельствам. Его брат Альфонс, который был каноником в Льежском соборе, умер после операции. Сын Жозефа, Жак, был арестован гестапо и освобождён в марте 1945 года; Йонген позже писал: «Именно тогда я начал сочинять мессу».
Йонген завершил мессу в Сарте 16 августа 1945 года и посвятил её памяти своего брата Альфонса. Йонген сначала планировал написать короткую мессу (missa brevis), в которой отсутствует кредо. Произведение было впервые исполнено 23 июня 1946 года во время понтификальной торжественной мессы в Льежском соборе под управлением композитора. Йонген превратил короткую мессу в полную, добавив кредо в 1949 году.

## Структура
Месса состоит из шести частей:
| Название   | Голоса       | Темп                         | Тональность | Размер      |
| ---------- | ------------ | ---------------------------- | ----------- | ----------- |
| Kyrie      | SATB         | Modéré                       | соль минор  | common time |
| Gloria     | SATTBB       | Allegro (ma moderato)        | ре мажор    | 3/4         |
| Credo      | SATB         | Allegro moderato             | ре мажор    | 2/2         |
| Sanctus    | S A T B SATB | Maestoso (Fanfare)           | ре мажор    | common time |
| Benedictus | SATB         | Andantino (non troppo mosso) | соль мажор  | 12/8        |
| Agnus dei  | SATB         | Grave                        | ми минор    | common time |

(S ― сопрано, A ― альт, T ― тенор, B ― бас).
Жорж Алексис подсказал Йонгену несколько музыкальных особенностей мессы, таких, как элементы григорианского пения, наличие духовых инструментов в исполнительском составе и большое количество контрапунктов. Музыковед Джон Скотт Уайтли отмечает, что «связи между частями мессы тонкие, чаще текстурные, чем тематические».